# لی جانگ-بام
لی جانگ-بام (کره‌ای: 이정범؛ زادهٔ ۲۱ سپتامبر ۱۹۷۱) کارگردان فیلم و فیلم‌نامه‌نویس اهل کره جنوبی است.
از فیلم‌ها یا برنامه‌های تلویزیونی که وی در آن نقش داشته است، می‌توان به مردی از هیچ‌کجا اشاره کرد.